# ارتور فوسكانيان
ارتور فوسكانيان (13 أغسطس 1976 بيريفان في أرمينيا - ) هو لاعب كرة قدم أرمني في مركز الوسط. شارك مع منتخب أرمينيا لكرة القدم. أما مع النوادي، فقد لعب مع أرارات يريفان وأورالان إليستا وبيونيك يريفان ونادي بانانتس ونادي سبارتاك يريفان ونادي فيتيبسك وLernayin Artsakh FC ‏ وأثنيكس أشنة ‏ وDigenis Akritas Morphou FC ‏.

## وصلات خارجية
- ارتور فوسكانيان على موقع الاتحاد الدولي (مؤرشف)  (الإنجليزية)
- ارتور فوسكانيان على موقع قاعدة بيانات كرة القدم.إي يو (الإنجليزية)
- ارتور فوسكانيان على موقع ناشيونال فوتبول تيمز (الإنجليزية)
- ارتور فوسكانيان على موقع Soccerway.com (الإنجليزية)